# Toulouges
Toulouges là một xã trong tỉnh Pyrénées-Orientales, vùng Occitanie phía nam nước Pháp. Xã Toulouges nằm ở khu vực có độ cao từ 50-82 mét trên mực nước biển.
Toulouges có lẽ phát triển từ một xã La Mã. Khu vực này được ghi chép trong tài liệu lần đầu vào năm 904 cùng thời gian đề cập đến nhà thờ Tulogias. Các tên khác gồm Tologis (tài liệu năm 937), Tulujes (1027), Tuluges (1030), Toluges (1119).
Thế kye 14 và 15, Toulouges phát triển nhah. Năm 1628, dân ở đây bị dịch hạch và nhiều người chết.
Toulouges có diện tích 8,04 km2 (3,10 dặm vuông Anh). Toulouges giáp các đô thị: Perpignan, Canohès, Thuir, El Soler, và Baho.

## Biến động dân số
- 1962= 1524
- 1968= 2117
- 1975= 2868
- 1982= 3637
- 1990= 4955
- 1999= 5396
- 2006= 5825